# David Smerdon
David Smerdon (ur. 17 września 1984 w Brisbane) – australijski szachista, arcymistrz od 2009 roku.

## Kariera szachowa
W latach 1994–2004 wielokrotnie reprezentował Australię na mistrzostwach świata juniorów w różnych kategoriach wiekowych. Był również wielokrotnym medalistą mistrzostw kraju juniorów, m.in. złotym w latach 1999 (do 18 lat) i 2004 (do 20 lat). W 2002 r. zwyciężył w turnieju Doeberl Cup w Canberze oraz w mistrzostwach stanu Wiktoria, rozegranych w Melbourne, natomiast w 2004 r. – w turnieju Australian Masters, również w Melbourne. Na przełomie 2005 i 2006 r. podzielił II m. (za Ianem Rogersem, wspólnie z Murrayem Chandlerem) w mistrzostwach Australii, w turnieju tym zdobywając pierwszą arcymistrzowską normę, oprócz tego w 2006 r. podzielił II m. (za Murrayem Chandlerem, wspólnie z Ianem Rogersem) w otwartym turnieju w Queenstown. W 2007 r. wypełnił dwie kolejne normy na tytuł arcymistrza, zwyciężając w Bangkoku oraz w openie w Pardubicach, jednak na przyznanie tego tytuł musiał czekać do lipca 2009 r., kiedy jego ranking przekroczył granicę 2500 punktów. W 2009 r. zwyciężył w turniejach Queenstown Chess Classic w Queenstown (turniej ten był jednocześnie 116. mistrzostwami Nowej Zelandii), NSW Open w Sydney oraz w turnieju strefowym 2009 Oceanic Zonal Open, dzięki czemu zdobył awans do turnieju o Puchar Świata.
W latach 2004–2010 czterokrotnie uczestniczył w szachowych olimpiadach.
Najwyższy ranking w dotychczasowej karierze osiągnął 1 listopada 2016 r., z wynikiem 2533 punktów.